# X Canum Venaticorum
X Canum Venaticorum är en gulvit stjärna i stjärnbilden Jakthundarna. Den misstänktes vara variabel och blev den sjunde stjärnan i stjärnbilden som fick en variabeldesignation åsatt. Noggrannare mätningar har kunnat fastslå att den inte är variabel. Stjärnan är av visuell magnitud +10,53 och kräver därmed teleskop för att studeras.